# Szemét-sziget (Így jártam anyátokkal)
A Szemét-sziget az Így jártam anyátokkal című televízió-sorozat hatodik évadának tizenhetedik epizódja. Eredetileg 2011. február 21-én vetítették, míg Magyarországon 2011. október 3-án.
Ebben az epizódban Marshall teljesen a környezetvédelem mániákusává válik. Ted ismét összefut a Kapitánnyal, Robin pedig be akarja bizonyítani, hogy Barney érez valamit Nora iránt.

## Cselekmény
Jövőbeli Ted 2021-ben összefut a hong kongi repülőtéren Wendyvel, a pincérnővel. Hogy megértsük, hogy került oda, elmeséli, mi történt tíz évvel korábban.
2011-ben mindannyian lent vannak a bárban, Robin pedig megkérdezi Barneyt, milyen volt a randi a lézerharcteremben. Nórának nagyon tetszett és még a telefonszámát is megadta, ezzel szemben Barney szerint kész katasztrófa volt az egész, mert nem jött el vele meginni egy italt. Robin szerint Barneynak tetszik Nora, amit ő letagad, sőt összetépi a telefonszámát tartalmazó cetlit.
Ted elmeséli Wendynek, hogy jöttek össze Zoeyval. Ő és a Kapitány egyszer nagyon összevesztek, és a Kapitány volt az, aki kiviharzott, válást követelve. Zoey megkéri Tedet, hogy menjen el néhány régi holmijáért a régi lakásához. Ő nem meri, mert fél, hogy találkozik a Kapitánnyal, de Zoey szerint azok már össze vannak készítve, így mégis elvállalja. Marshall hamarabb lelép, mert állítása szerint rengeteg haszontalan munkát kel még elvégeznie. A többiek szerint Marshall megváltozott: már sok mindenben nem leli örömét, amiben korábban igen, és ez a szexre is igaz. Végül csak Barney és Robin maradnak, és ekkor Robin trükkösen kiszedi Barneyból, hogy tényleg érez valamit Nora iránt: megrendez egy kamu randit.
Aznap este Marshall nem akar lefeküdni aludni, mert egy Szemét-sziget című dokumentumfilmet néz, és ennek hatására elhatározza, hogy mindent meg fog tenni a környezetvédelemért.
Másnap Ted elmegy a dobozokért, ahol azonnal összefut a Kapitánnyal. Ő nem is sejti, hogy mi történt, hanem azt hiszi, hogy Ted vigasztalni jött őt, ezért belemegy a játékba. Közben a bárban Marshall előadja új környezetvédelmi terveit, és köztük az első az, hogy a MacLaren's Bár környezetbarát terveit kialakítja. Wendy, a pincérnő dühös emiatt, mert az új szabályok miatt minden áldott nap egy nehéz zsákot kell elcipelnie a nem éppen közeli szelektív hulladékgyűjtőig. De Marshallt ez nem hatja meg, sőt már azt tervezi, hogy ezt kiterjeszti a GNB-re is, ahol számításai szerint mindössze 12 millió dollárból a felére lehetne csökkenteni a cég ökológiai lábnyomát. Barney szerint a cég ebből csak a 12 millió dollárt hallaná meg és kirúgnák, és még ki is nevetnék.
Közben a Kapitány elmondja Tednek, hogy nem úgy történt a válás, mint ahogy Zoey meséli. Szerinte boldog életük volt, míg egy nap nem jött valaki, aki elszerette a feleségét. A Kapitány azért lett dühös és követelt válást, mert Zoey megmondta neki, hogy mást szeret. Könyörgött neki, hogy ne hagyja őt el, mindhiába. Ted már úgy megy vissza a bárba, hogy úgy érzi, ő a rosszfiú ebben a történetben.
Este Marshall nem hajlandó ágyba bújni Lilyvel, mert a környezetvédelem rabja lett, és a GNB-s prezentációján dolgozik. Másnap Barney egész nap egy kávézóban ül, mert Robin azt mondja neki, hogy leszervezett egy randit Nórával. Robin ezzel akarta bizonyítani, hogy csakugyan kedveli őt. Barney továbbra is tagad, ezért Robin azt mondja, ha tényleg nem érez iránta semmit, akkor holnap feküdjenek le.
Marshall prezentációja katasztrofálisra sikerül. Csak azért nem rúgják ki, mert nemrég halt meg az apja, viszont az egyetlen embert, aki egyetértett vele, Meekert, kirúgják. Hogy jobb kedvre derítse, Lily vett neki egy hatos pakk sört, a csomagolást viszont a szemétbe dobta, amitől Marshall teljesen bekattan, és a szemétbe ugorva keresi azt. Közben Tednek eszébe jut, hogy ottfelejtette a dobozokat, ezért visszamegy értük. Ekkor ismét találkozik a Kapitánnyal, aki elmondja neki, hogy tudja, ki szerette el Zoeyt: szerinte a portásfiú volt az. Rá akarja venni Tedet, hogy segítsen neki megtámadni őt, de Ted azt mondja, hogy ennek nem lenne értelme, és hamarosan találkozik majd valakivel, aki jobb lesz, mint Zoey. A Kapitány ekkor kimondja, hogy nem is érdekli őt, hogy ki volt az, aki elszerette Zoeyt, mire Ted rávágja, hogy ő volt, és ezután elszalad. Este a bárban Zoey megnyugtatja, hogy nem ő volt a rosszfiú ebben a sztoriban.
Robin csalódik, mert megjelenik nála Barney, és azt hiszi, hogy le akar vele feküdni. Valójában Barneynak Nora száma kellene. Eközben Marshall a szemétben túr, és elkeseredve mondja, hogy az apja olyan büszke volt rá, hogy környezetvédő jogász szeretett volna lenni – de most ő meghalt, ő pedig céges jogász maradt a GNB-nél, és ha családot alapítanak, akkor örökre így is marad. Lily rájön, hogy Marshall ezért nem feküdt le vele eddig, és azt mondja neki, ha így érez, mondjon fel nyugodtan, a gyerekvállalást pedig majd akkorra halasztják, amikor mindketten készen állnak. Aznap este Meeker lemegy a bárba, hogy beolvasson Marshallnak, amiért kirúgták miatta. Helyette Wendyvel találkozik, akivel rögtön lesz egy közös témájuk: egyformán utálják Marshallt.
Tíz évvel később így került Wendy Hong Kongba: ő és Meeker házasok lettek, van három gyerekük, és éppen a második nászútjukon vannak. Wendy megkérdi, hogy még mindig együtt van-e Zoeyval, amire azt mondja, hogy nem, az nem ért jó véget, viszont megnősült, és van két csodálatos gyereke.

## Kontinuitás
- Marshall számos epizódban került dilemmába a céges jogászság és a környezetvédelem közti választás miatt ("Élet a gorillák között", "Én nem az a pasi vagyok", "Ordításlánc")
- Marshall és Brad abban a kávézóban voltak "A világ legjobb párosa" című részben, amelyikben most Barney volt.
- Barney kikövetkezteti, hogy Robin 18 hete nem volt férfival. Éppen 18 héttel korábban vetítették a "Romboló építész" című részt, és azóta tényleg nem volt senkije.
- A Kapitány arcának alsó és felső fele közti különbség ismét megjelenik, mint "A hableány-elmélet" című részben.

## Jövőbeli visszautalások
- Marshall végül a "Robbanó húsgolyók" című részben hagyja ott a GNB-t.
- Ted és Zoey végül a "Műemlékek" című részben szakítanak. Abban a részben Ted mondja pontosan ugyanazt, mint amit Zoey ebben a részben a válásáról (néha szét kell hulljon valami, hogy teret adjon valami újnak)

## Érdekességek
- Ez a rész egyike azon epizódoknak, amelyeket nem Pamela Fryman rendezett.
- Marshall azt mondja, a szemétsziget nagysága kétszerese Texasnak. Robin szerint más szóval 1/8-a Kanadának. Az igazsághoz közelebb áll, hogy az 1/7-e.
- Az "Így találkoztam a többiekkel" 2020-ba történő előretekintésében Marshall megkopaszodott. Ennek az epizódnak a végén, ami 2021-ben játszódik, megvan a haja. A "Robbanó húsgolyók" című részben látható 2021-es előretekintésben is megvan a haja, míg a "Feltámadás" című rész 2020-as és 2030-as előretekintéseiben ismét kopasz. Egy rajongói teória, hogy 2021-ben hátha valamilyen hajbeültetésen vett részt, ami nem sikerült túl jól és ismét kopasz lett.
- Amikor a Kapitány a Zoeyval való válásról mesél, Ted kiköpi a brandyt. Ez utalás a Twin Peaks sorozatra, amelyben a Kapitányt alakító Kyle MacLahlan játszotta Cooper ügynököt, a főszereplőt.